# Evropská dálková trasa E1

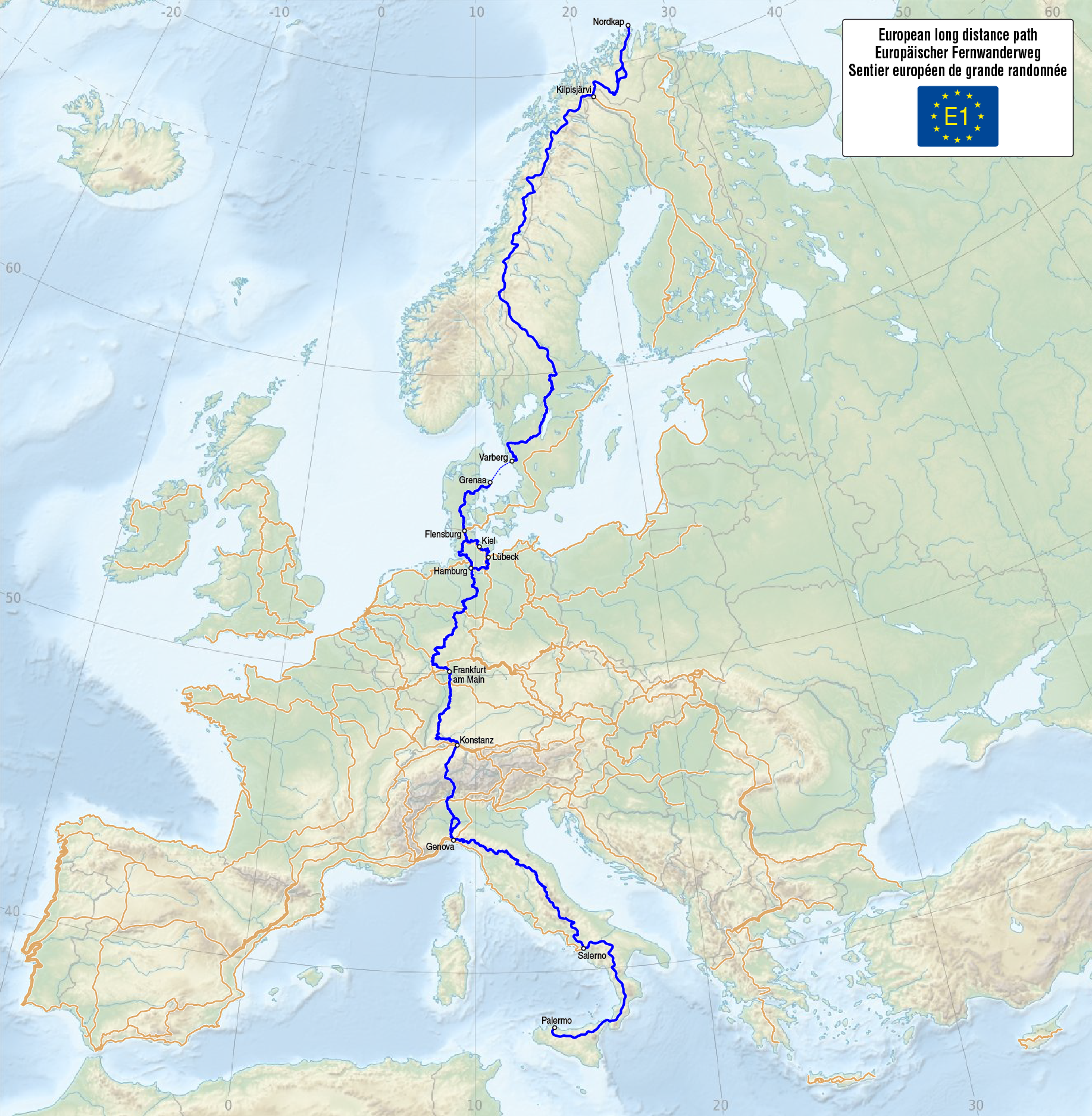
průběh trasy E1 na mapě

Evropská dálková trasa E1, nebo jen E1, je jednou z evropských dálkových tras vyhlášených Evropskou asociací pro pěší turistiku. Její celková délka je přibližně 7 100 km. Začíná v Norsku na Severním mysu (Nordkapp), vede Skandinávii k jihu a trajektem překračuje Kattegat mezi Švédskem a Dánskem. Pak prochází Dánskem, Německem a Švýcarskem a končí v Capo Passero na italské Sicílii. 
Specifické značení E1 se objevuje pouze na některých místech, například na hraničních přechodech nebo na křižovatkách s jinými stezkami; jinak se používají značky a značení místních tras, které tvoří E1. Stezka je zde popsána ve směru od severu k jihu, i když je značena v obou směrech.

## Podrobnosti
S rozšířením o Severní mys v létě 2013 přibylo 2 000 kilometrů převážně stávajících turistických tras. Pouze posledních 350 kilometrů mezi Kautokeino v severním Norsku a Severním mysem bylo zcela nově vyznačeno a označeno jako turistické stezky. Chaty jsou na tomto úseku dostupné jen částečně, takže tento nejsevernější úsek je nejlépe absolvovat jako túru se stanem a batohem na zádech.
V roce 2018 byla trasa E1 prodloužena na jih až na Sicílii v Itálii.
Značení E1 není jednotné. S výjimkou německého úseku se používá typické národní značení dálkových nebo horských turistických tras. V Německu slouží na mnoha místech jako značení bílý svatoondřejský kříž na černém podkladu. Mezi Frankfurtem a Pforzheimem byl nahrazen zeleným svatoondřejským křížem na bílém pozadí, tam odpovídá hlavní turistické trase 11 Odenwaldklubu. Ve Schwarzwaldu se používá značení místních turistických tras. Zamýšlené jednotné značení vycházející z evropské vlajky (E1 lemované žlutými hvězdami na modrém pozadí) se používá pouze v několika regionech (v některých případech doplňkově).

## Trasa

### Skandinávský poloostrov
Začátek trasy je ve Finnmarku a z větší části vede po Nordkalottleden z Kautokeino. Souvislé značení začíná po přejezdu Nordkaptunelu. Pokračuje do švédských přírodních parků. Zde není samostatně značena, ale vede po místních cestách. Ze severu: Kungsleden, Vasaloppsleden, Siljansleden, Lokalalaleden, Sméleden, Bergslagsleden, Västra Vätterleden, Redvägsleden, Sjuhäradsleden, Knalleleden, Vildmarksleden, Bohusleden, Hallandsleden. Délka jednotlivých úseků se pohybuje mezi 20 a 280 km. 

### Dánsko
Do Dánska se dostanete přes Jutský poloostrov. Z Grenaa vede trasa na západ přes Aarhus do Silkeborgu a dále na jih do Pattburgu. Po zhruba 375 km cesty touto zemí se u Krusau a Flensburgu překračuje německá hranice.

### Německo
Ve střední Evropě se trasa nazývá Flensburg - Janov, v Německu někdy také (ne zcela správně) Severní moře - Bodamské jezero.
Odtud trasa široce kličkuje přes Kiel, Lübeck přes Šlesvicko-Holštýnsko do Hamburku. Mezi Schleswigem a Hamburkem-Blankenem vede poněkud kratší, rovněž značená západní varianta. Po Lüneburském vřesovišti, Celle, Süntelu a Hamelnu je dosaženo Weserberglandu. Stezka zde začíná v Siegen a vede přes Lipskou kotlinu (Lippische Bergland), Teutoburský les, pohoří Eggegebirge, Sauerland, Wittgenstein, Siegerland a Westerwald. Poté se překračuje řeku Lahn a přes pohoří Taunus - v jehož obci Glashütten se kříží s trasou E3 - vede trasa přes Großer Feldberg do Frankfurtu nad Mohanem. Za Frankfurtem následuje ještě několik rovinatých úseků, než na vás u Darmstadtu čeká pohoří Odenwald s novými stoupáními a výhledy. Po překročení řeky Neckar u Heidelbergu, kde se kříží s trasou E8, trasa pokračuje přes Kraichgau do Pforzheimu, který je branou do pohoří Schwarzwald. Ondřejský kříž zde nahrazuje červený kosočtverec trasy Westweg. Za Titisee odbočuje E1 k Bodamskému jezeru a až tam sleduje trasu Schwarzwaldské křížové cesty Freiburg-Bodensee.
Po přibližně 1 900 kilometrech v Německu opouští EU a v Kostnici se vydává na přibližně 310 km dlouhý úsek přes Švýcarsko.

### Švýcarsko
Ve Švýcarsku vede Švábská cesta přes Thurgau do Hörnli a odtud přes Rapperswil do Einsiedeln. Přes Haggenegg se dostanete k Lucernskému jezeru. Odtud jsou Gotthardský průsmyk a Ticino dalšími zastávkami na cestě do Itálie. Zvláštností trasy ve Švýcarsku je, že na ní není žádné zvláštní značení E1. Trasa je však bezpečně vedena až do Itálie v popisech tras a díky vynikajícímu systému značení švýcarských turistických svazů. Po přibližně 310 km končí švýcarský úsek jižně v Morcote.

### Itálie
Trasa vede Pádským údolím a Ligurskými Alpami do okolí Janova a odtud přes Apeniny do města Fortino. Zde souvislé značení stezky prozatím končí.
V plánu je pokračování trasy E1 přes Apeniny do jižní Itálie s cílem na Capo Passero na Sicílii. 120 km je již na Sicílii vyznačeno, dalších 140 km bude následovat.

## Galerie

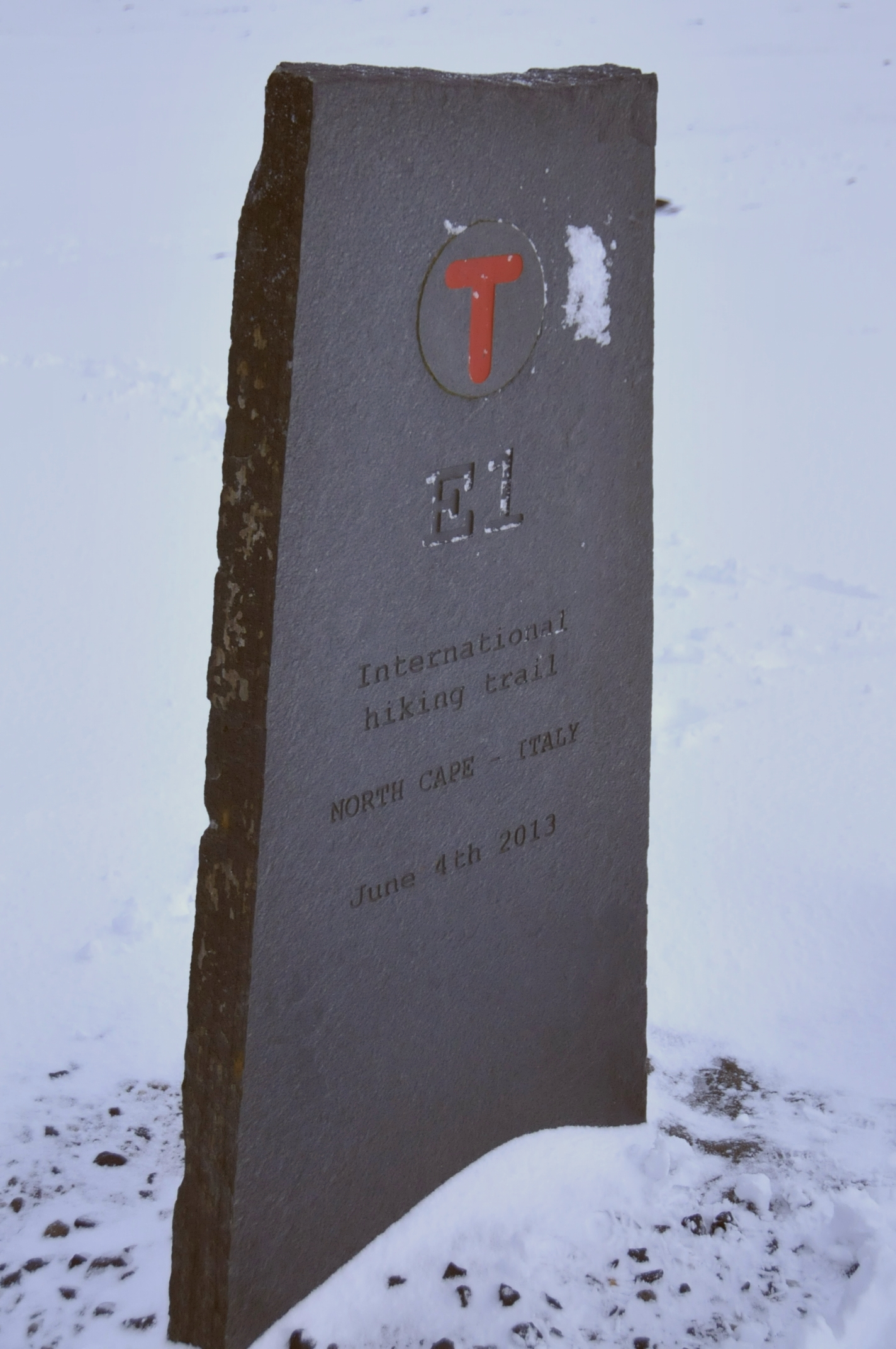
Startovní kámen na severním mysu
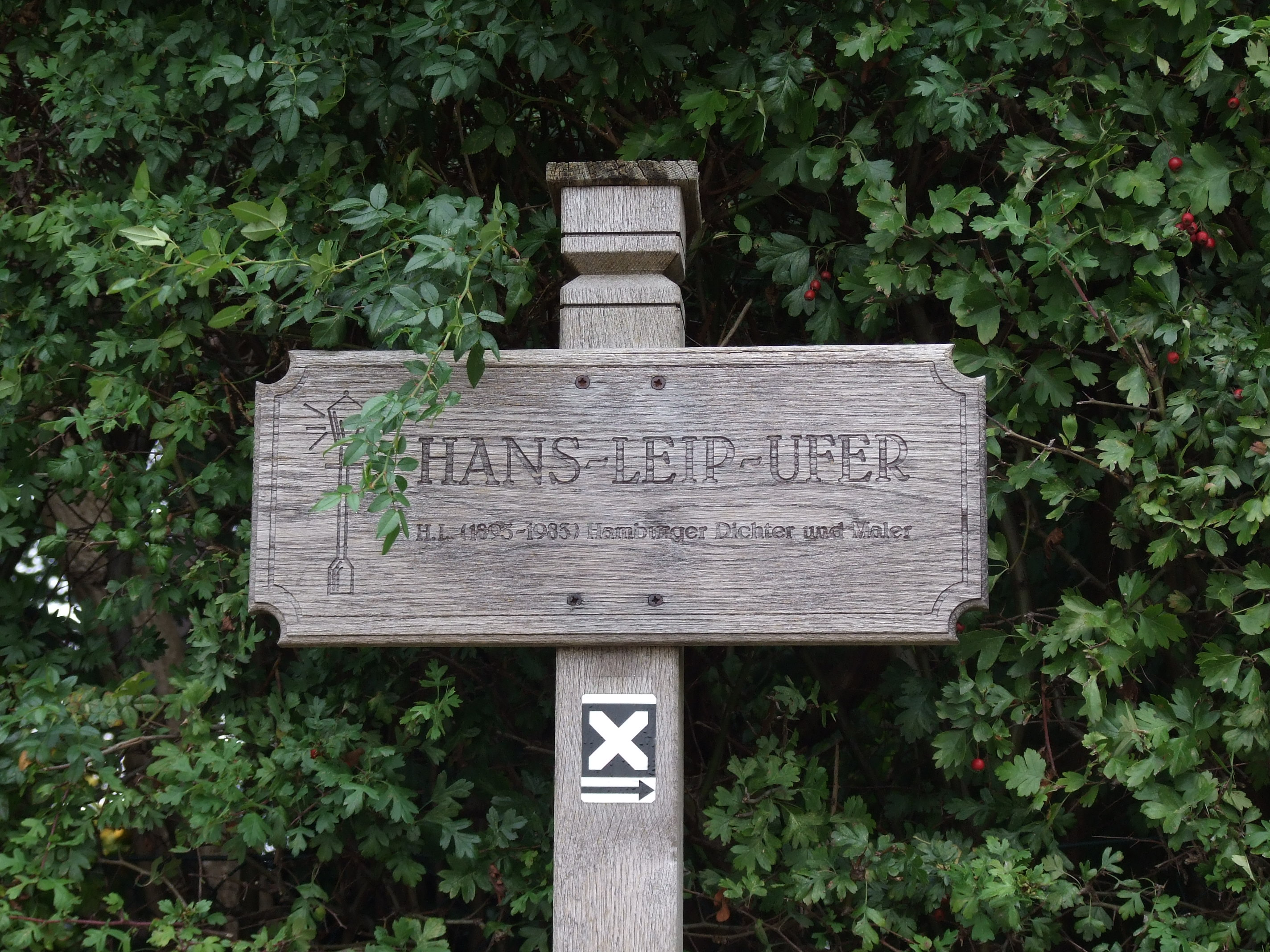
E1 u Hans-Leip-Ufer v Klein Flottbek
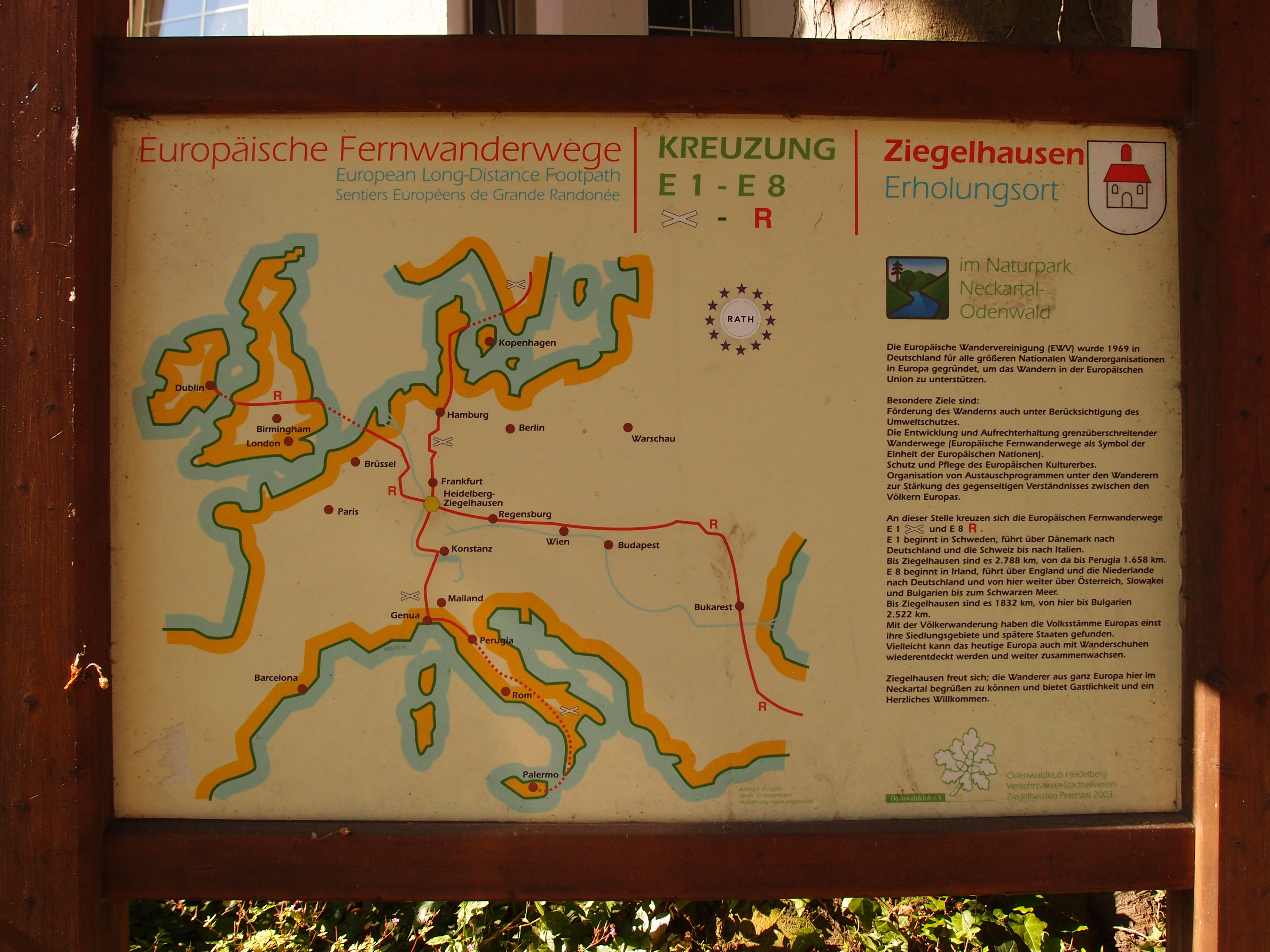
Křižovatka dálkových pěších tras E1/E8
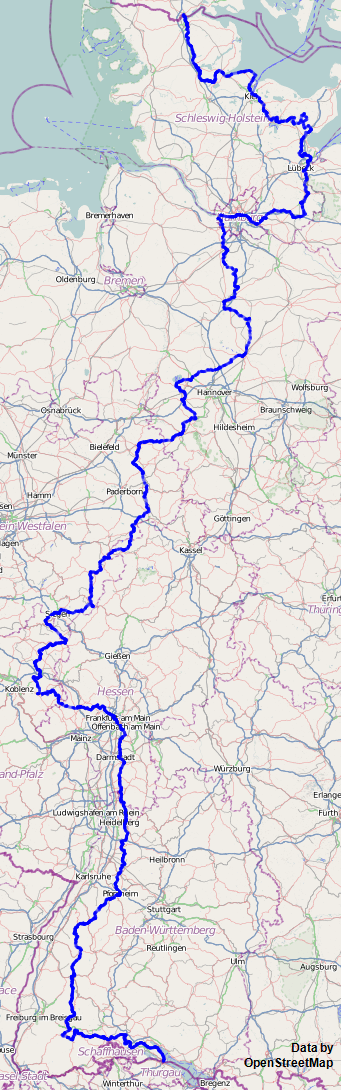
Trasa E1 v Německu
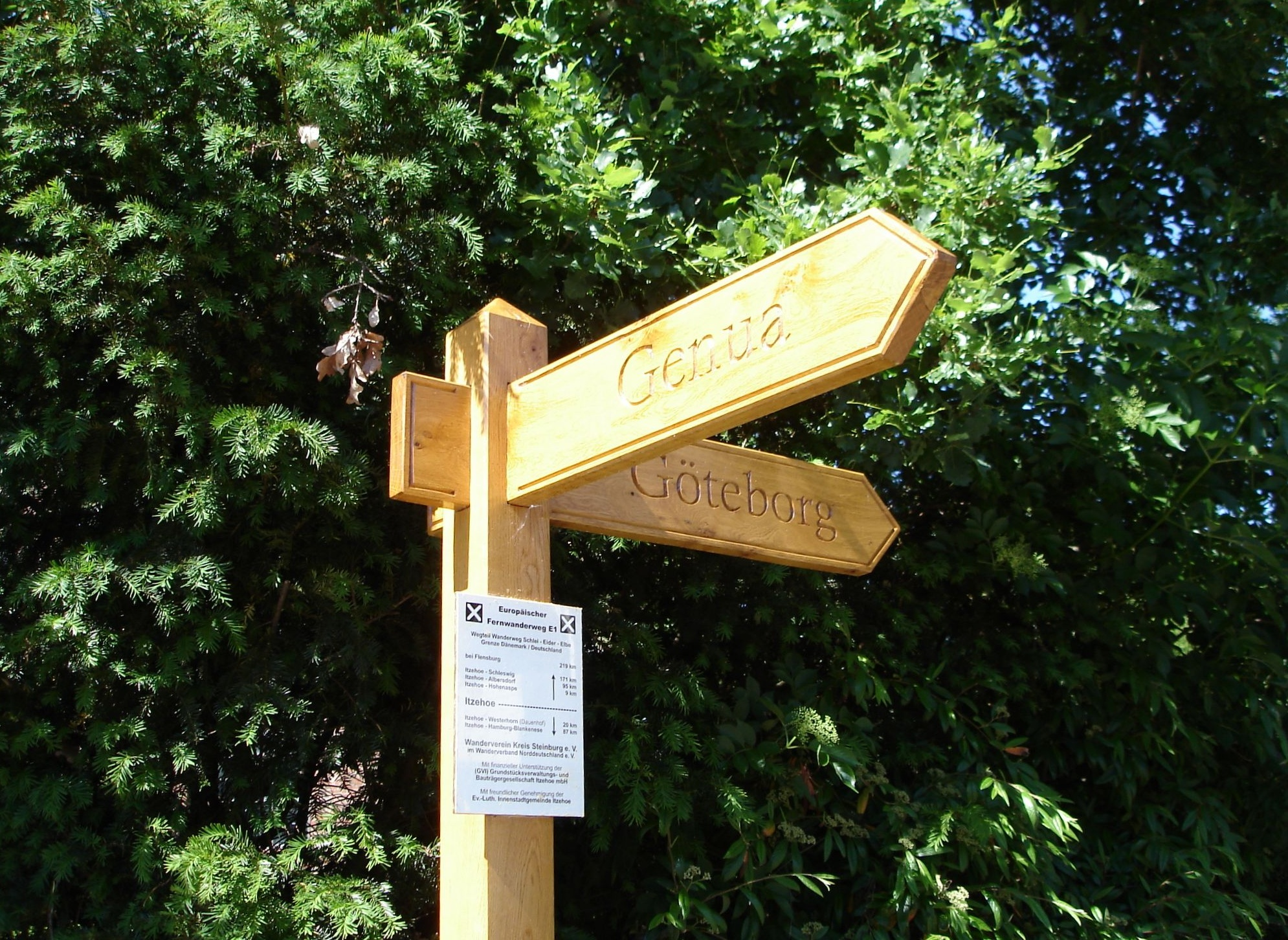
značení E1 u Itzehoe v Německu